# Bahnhof Marnheim
Der Bahnhof Marnheim ist die Bahnstation der rheinland-pfälzischen Ortsgemeinde Marnheim. Er verfügt über drei Bahnsteiggleise. Der Bahnhof liegt im Verbundgebiet des Verkehrsverbundes Rhein-Neckar (VRN) und gehört zur Tarifzone 983. Seine Anschrift lautet Bahnhofstraße 23. Das Empfangsgebäude von 1880 steht unter Denkmalschutz.
Er wurde am 23. Oktober 1872 als Endbahnhof der in Monsheim beginnenden Zellertalbahn eröffnet. Die Freigabe bis Langmeil folgte am 31. Mai 1873. Dieser Streckenteil wurde mit Durchbindung der Donnersbergbahn Alzey–Kirchheimbolanden bis Marnheim betrieblich letzterer zugeschlagen. Die Donnersbergbahn ist seit der Sprengung des Pfrimmtalviadukts im März 1945 unterbrochen. Auf der Zellertalbahn endete der Personenverkehr zunächst 1983, die Bedienung im Güterverkehr kam Mitte der 1990er Jahre zum Erliegen. 2001 wurde die Personenbeförderung an Sonn- und Feiertagen reaktiviert, aber wegen Mängel an der Strecke im September 2017 eingestellt.

## Lage
Der Bahnhof befindet sich am südlichen Ortsrand von Marnheim und ist größtenteils von landwirtschaftlich genutzten Areal umgeben. Westlich von ihm liegt parallel zu den Gleisen die örtliche Bahnhofstraße. Das nördliche Bahnhofsareal wird von der Landesstraße 449 nach Göllheim unterquert.
Die Zellertalbahn verläuft im Bahnhofsbereich von Ostnordost nach Westsüdwest und biegt nördlich des Bahnhofs nach Nordost ab. Die Donnersbergbahn verlief östlich von dieser und stieg kontinuierlich an, um die Strecke ins Zellertal einen Kilometer weiter nördlich zu überbrücken.

## Geschichte

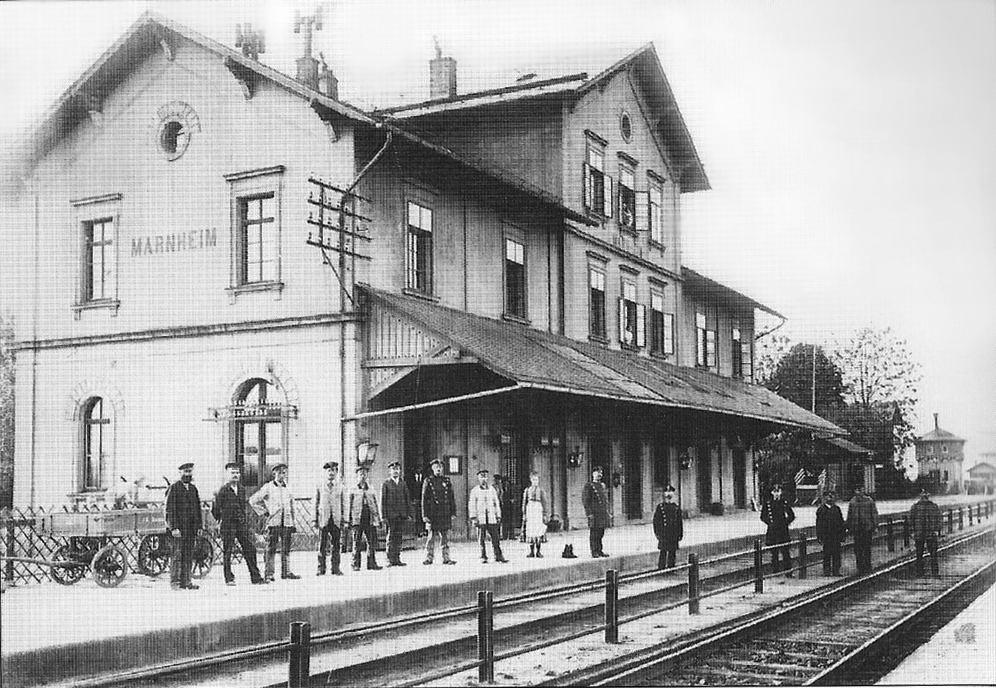
Bahnhof Marnheim um 1900

Marnheim wurde 1872 von Monsheim aus an das Bahnnetz angeschlossen, 1873 folgte die Strecke nach Langmeil und 1874 die Donnersbergbahn nach Alzey über Kirchheimbolanden. Das rasch ansteigende Verkehrsaufkommen machte schon nach kurzer Zeit den Neubau eines Empfangsgebäudes notwendig, das 1880 eingeweiht wurde.
1922 erfolgte die Eingliederung des Bahnhofs in die neu gegründete Reichsbahndirektion Ludwigshafen. Im Zuge deren Auflösung zum 1. April 1937 wechselte er in den Zuständigkeitsbereich der Reichsbahndirektion Mainz.
Nach der Sprengung des Pfrimmtalviadukts am 20. März 1945 verlor Marnheim seine Bedeutung als Umsteigepunkt. Der Bahnhof gehörte nach dem Zweiten Weltkrieg zur Direktion Mainz, die alle Bahnstrecken innerhalb des neu geschaffenen Bundeslandes Rheinland-Pfalz verwaltete. 1961 erhielt der Bahnhof ein Drucktastenstellwerk. 1971 gelangte die Station im Zuge der Auflösung der Mainzer Direktion in den Zuständigkeitsbereich der Bundesbahndirektion Frankfurt/Main.
1983 wurde der Personenverkehr auf der Zellertalbahn eingestellt. 2001 bis 2017 wurde die Strecke während des Sommerhalbjahres im sonntäglichen Ausflugsverkehr bedient. Die Reaktivierung der Strecke im Rahmen des Rheinland-Pfalz-Taktes war ursprünglich für Ende 2014 vorgesehen, der Abschnitt Monsheim–Göllheim-Dreisen sollte demnach im Stundentakt, der Abschnitt Göllheim-Dreisen–Langmeil im Zweistundentakt bedient werden. Eine Umsetzung hat bisher nicht stattgefunden.

## Empfangsgebäude
Das Empfangsgebäude ist ein dreiteiliger historistischer Putzbau von 1880. Der dreigeschossige firstständige Mittelbau wird von zweigeschossigen traufständigen Seitenflügeln eingefasst. Das landschaftsbildprägende Gebäude wurde 1993 unter Denkmalschutz gestellt.

## Verkehr

### Personenverkehr
Nachdem die Pfälzische Nordbahn Neustadt–Monsheim am 20. Juli 1873 eröffnet worden war, verkehrten direkte Züge von Marnheim bis nach Neustadt. Bis zu den 1970er Jahren existierte zudem ein Arbeiterzug der Relation Ludwigshafen–Frankenthal–Freinsheim–Grünstadt–Monsheim–Marnheim. Dieser Zug benutzte neben der Zellertalbahn die Bahnstrecke Freinsheim–Frankenthal sowie Teilabschnitte der Nordbahn und der Bahnstrecke Mainz–Ludwigshafen.

### Güterverkehr
Zuletzt hatte der Güterverkehr aufgrund der seit 1971 bestehenden Direktionszugehörigkeiten von Worms aus in Form von Übergabezügen stattgefunden und ging lediglich bis Göllheim-Dreisen.